# Rodolphe Tissot
Pour les articles homonymes, voir Tissot.
Rodolphe Tissot est un réalisateur et scénariste français  né le 2 mars 1974 à Annecy.

## Biographie
Il commence sa carrière cinématographique comme assistant réalisateur auprès notamment de Jacques Fansten, Charles Nemes et Emmanuelle Bercot.
Parallèlement il réalise ses propres courts métrages, dont Un soir où la lune était blanche (2000) avec Ludivine Sagnier, Le Plat à gratin (2006) avec Grégoire Leprince-Ringuet et Maso (2009), prix de réalisation au Festival de Trouville, mention spéciale du jury au Festival de Brest, et sélectionné au Festival de Clermont-Ferrand.
En 2010, il obtient le Pyrénées d'Or de la meilleure fiction TV au Festival du film de télévision de Luchon avec La Tueuse, film sur l'addiction au poker pour lequel Adrienne Pauly a également obtenu le Prix d'Interprétation féminine. Le film circule dans de nombreux festivals et obtient en mars 2011 le prix Marcel Julian de la meilleure première œuvre de fiction aux Lauriers de l’audiovisuel. Il a lui-même été joueur de poker entre 1999 et 2005, participant notamment à un tournoi du World Poker Tour en 2004, le PokerStars Caribbean Adventure, à l'issue duquel il termine dans les places payées, 23e sur 221.
En 2012, il est cocréateur de la série Ainsi soient-ils dont il signe la direction artistique et la réalisation des quatre premiers épisodes. La série obtient le prix de la meilleure série française au Festival Séries Mania 2012, ainsi qu'un très bon accueil critique. Avec plus d'un million de téléspectateurs chaque soirée, c'est un succès d'audience pour Arte qui commande une seconde saison. Rodolphe Tissot obtient pour cette série le Prix SACD Nouveau Talent 2013.
En 2014 et 2015, pour les saisons 2 et 3, il garde la direction artistique et signe cette fois la réalisation des seize épisodes. La saison 2 obtient à nouveau le prix de la meilleure série française au Festival Séries Mania 2014 ainsi que le prix de la meilleure série aux Lauriers de l'audiovisuel, et Rodolphe Tissot est nommé à deux reprises comme meilleur réalisateur par l'ACS (Association des critiques de séries) pour ces deux dernières saisons. La série sera d'ailleurs nommée à chaque fois dans les catégories reines et repartira en 2016 avec le prix du meilleur acteur pour Jacques Bonnaffé.
En 2016 et 2017, il réalise trois épisodes de la collection Les Petits Meurtres d'Agatha Christie (90 min) dont l'épisode de Noël, record d'audience de la chaîne et de la série avec plus de 6 millions de téléspectateurs .
En 2019, il réalise les six épisodes de la mini-série La Dernière Vague pour France 2.
En 2021, il adapte pour Arte le roman Clèves de Marie Darrieussecq sur l'éveil sexuel d'une adolescente livrée à elle-même. Le film est présenté au Festival de la Fiction de La Rochelle où il obtient le prix de la meilleure réalisation et le prix du meilleur jeune espoir féminin pour Louisiane Gouverneur. Diffusé en juin 2022, il réalise la meilleure audience de l'année pour une fiction unitaire avec un cumul de près de 3 millions de vues. Le film reçoit également du Syndicat de la Critique de Cinéma le prix de la meilleure œuvre de fiction.
En 2022, il réalise les quatre épisodes de la mini-série Ce que Pauline ne vous dit pas pour France 2.
En 2024, il réalise les quatre épisodes de la mini-série Les Espions de la terreur pour M6. Philippe Jakko remporte pour cette série le prix de la meilleure musique au Festival de la Fiction de La Rochelle et Rodolphe Tissot obtient cette année-là le Prix SACD du meilleur Réalisateur Télévision.
En 2025, il réalise les quatre épisodes de la mini-série La Rebelle : Les Aventures de la jeune George Sand pour France 2.

## Filmographie

### Scénariste
- 2000 : Un soir où la lune était blanche (court-métrage)
- 2003 : Enjoy the silence (court-métrage)
- 2006 : Le Plat à gratin (court-métrage)
- 2009 : Maso (court-métrage)
- 2009 : Walled In
- 2010 : La Tueuse
- 2021 : Clèves
- 2025 : La Rebelle : Les Aventures de la jeune George Sand (série 4x52 min) collaboration

### Réalisateur
- 2000 : Un soir où la lune était blanche (court-métrage)
- 2003 : Enjoy the silence (court-métrage)
- 2006 : Le Plat à gratin (court-métrage)
- 2008 : Adresse Inconnue - Saison 1 (série 6x52 min), épisodes 4 à 6
- 2009 : Maso (court-métrage)
- 2010 : La Tueuse
- 2012- 2015 : Ainsi soient-ils - Saisons 1 à 3 (série 8x52 min), 20 épisodes sur 24
- 2017 : Les Petits Meurtres d'Agatha Christie - Saison 2 (série - 90 min)
  - épisode 17, L'Homme au complet marron
  - épisode 18, Le Miroir se brisa
  - épisode 20, Le Crime de Noël
- 2019 : La Dernière Vague (série télévisée) (série 6x52 min)
- 2021 : Clèves
- 2022 : Ce que Pauline ne vous dit pas (série 4x52 min)
- 2024 : Les Espions de la terreur (série 4x52 min)
- 2025 : La Rebelle : Les Aventures de la jeune George Sand (série 4x52 min)

### Direction artistique de série
- 2012-15 : Ainsi soient-ils (série 8x52 min, trois saisons)
- 2022 : Ce que Pauline ne vous dit pas (série 4x52 min)
- 2024 : Les Espions de la terreur (série 4x52 min)
- 2025 : La Rebelle : Les Aventures de la jeune George Sand (série 4x52 min)

### Acteur
- 2001 : Belle Grand Mère "La Trattoria" de Marion Sarraut : Facteur
- 2004 : Maigret et l'Ombre chinoise de Charles Nemes : Inspecteur Jansen
- 2005 : Maigret et l'Étoile du Nord de Charles Nemes : Inspecteur Jansen

## Distinction
- Festival européen du film court de Brest 2009 : Mention spéciale du jury pour Maso (court-métrage)
- Off-Courts 2009 : Meilleure réalisation pour Maso (court-métrage)
- Festival du film de télévision de Luchon 2010 : Pyrénées d'or de la Meilleure fiction pour La Tueuse
- Lauriers de l'Audiovisuel 2011 : Meilleure première œuvre pour La Tueuse
- Festival Séries Mania 2012 : Meilleure série pour Ainsi soient-ils - Saison 1
- Prix SACD 2013 : Prix Nouveau Talent Télévision pour Ainsi soient-ils - Saison 1
- Festival Séries Mania 2014 : Meilleure série pour Ainsi soient-ils - Saison 2
- Lauriers de l'Audiovisuel 2014 : Meilleure série pour Ainsi soient-ils - Saison 2
- Festival de la fiction TV de La Rochelle 2021 : Meilleure réalisation pour Clèves[8]
- Syndicat de la Critique de Cinéma 2022 : Meilleure œuvre de fiction pour Clèves[9]
- Prix SACD 2024 : Prix Réalisateur Télévision pour Les Espions de la terreur